# Le Fou de Bergerac
Le Fou de Bergerac est un roman policier de Georges Simenon, paru en avril 1932 chez A. Fayard. Il fait partie de la série des Maigret. Le roman se déroule à Bergerac au début des années 1930 ; l’enquête se déroule en mars et sa durée n’excède pas deux semaines. Maigret, blessé dès le début de l’affaire, suit le déroulement des opérations depuis son lit de convalescent, à l’hôpital puis à l’hôtel : il y interroge des témoins, y compulse des documents, échafaudant des hypothèses sur la seule base des bruits qui circulent et des représentations que son imagination lui suggère.
Simenon écrit ce roman en mars 1932 à l'Hôtel de France et d'Angleterre de La Rochelle (Charente-Maritime).
Le titre du roman a inspiré la dénomination d'une affaire criminelle, pour évoquer Francis Leroy.

## Résumé
Maigret se rend en Dordogne avec l'intention d'y prendre quelque repos, lorsque, dans l'express de Bordeaux, en pleine nuit, il est intrigué par le comportement d'un voyageur. Lors d'un ralentissement, ce dernier saute du train ; le commissaire le suit et est aussitôt blessé d'une balle que le fuyard tire dans sa direction. Hospitalisé à Bergerac, il apprend que plusieurs crimes sadiques viennent de s'y commettre et qu'il a été la victime de celui qu'on appelle le « fou de Bergerac ». Mais qui est ce dernier ? Le taciturne docteur Rivaud qui soigne Maigret ? Le procureur Duhourceau ? le maître d'hôtel ? son ami Leduc ? 
Entre-temps, on retrouve dans un bois le cadavre du « fou » : il s'agit de Samuel Meyer, faussaire international. Certains émettent, contre l'avis de Maigret, l'hypothèse qu'il s'est suicidé après avoir commis ses forfaits. Depuis sa chambre d'hôtel, le commissaire, en interrogeant des témoins, prend ses renseignements : Françoise, belle-sœur et maîtresse de Rivaud, est aussi la mère de son enfant, mais par une machination, le couple a fait passer le procureur pour le véritable père, afin d'obtenir son silence sur une autre affaire. Il s'avère en effet que Rivaud est le fils de Meyer, le fou de Bergerac, qu'il a aidé à s'enfuir d'Alger où il avait été condamné à mort. Finalement, en interrogeant Mme Beausoleil, belle-mère du docteur, Maigret parvient à établir l'identité de celui-ci, et à prouver en outre que c'est Rivaud lui-même qui a tué le fou de Bergerac. Sur le point d'être arrêtés, Rivaud et sa maîtresse se suicident après avoir essayé vainement de s'enfuir.

## Personnages principaux
- Meyer, alias Jacques Rivaud : Médecin. Marié, une fille naturelle. Age indéterminé
- Françoise Beausoleil : sa belle-sœur et sa maîtresse.
- Duhourceau : procureur de la République à Bergerac, 65 ans.
- Samuel Meyer : le « fou de Bergerac », faussaire de la pègre internationale, père du héros, d’origine polonaise.

## Éditions
- Édition originale : Fayard, 1932
- Tout Simenon, tome 17, Omnibus, 2003  (ISBN 978-2-258-06102-6)
- Livre de Poche n° 14250, 2004  (ISBN 978-2-253-14250-8)
- Tout Maigret, tome 2, Omnibus, 2019  (ISBN 978-2-258-15043-0)

## Adaptations
- 1962 : The Madman of Vervac, épisode 2, saison 3 de la série télévisée britannique Maigret, avec Rupert Davies
- 1972 : Il pazzo di Bergerac, épisode 1, saison 4 de la série télévisée italienne Le inchieste del commissario Maigret, réalisé par Mario Landi, avec Gino Cervi
- 1979 : Maigret et le Fou de Bergerac, épisode 42 de la série télévisée française Les Enquêtes du commissaire Maigret, réalisé par Yves Allégret, avec Jean Richard
- 2002 : Le Fou de Sainte-Clothilde, épisode 39 de la série télévisée franco-belgo-helvético-tchèque Maigret, réalisé par Claudio Tonetti, avec Bruno Cremer

## Source
- Maurice Piron, Michel Lemoine, L'Univers de Simenon, guide des romans et nouvelles (1931-1972) de Georges Simenon, Presses de la Cité, 1983, p. 284-285  (ISBN 978-2-258-01152-6)